# Les Moussières
Les Moussières är en kommun i departementet Jura i regionen Bourgogne-Franche-Comté i östra Frankrike. Kommunen ligger i kantonen Les Bouchoux som tillhör arrondissementet Saint-Claude. År 2022 hade Les Moussières 159 invånare.

## Befolkningsutveckling
Antalet invånare i kommunen Les Moussières
Referens:INSEE